# Бојан Шејић
Бојан Шејић (Ниш, 14. јула 1983) српски је фудбалски голман, који тренутно наступа за Косаницу из Куршумлије.

## Трофеји и награде
- Прва лига Србије: 2014/15.[5]